# Les Caquets de l'accouchée (téléfilm)

Les Caquets de l'accouchée est un téléfilm français réalisé par Hervé Baslé, diffusé pour la première fois le 7 décembre 1991 sur La Sept.
Ce téléfilm est une réécriture cinématographique du Recueil général des caquets de l'accouchée, qui fut édité pour la première fois en 1622.

## Synopsis
Sous le règne de Louis XIII, un homme à peine relevé d'une pénible maladie décide de suivre l'avis de son médecin et se met en tête d'assister en secret à l'assemblée des femmes qui se réunissent autour d'une nouvelle mère. Au XVIIe siècle, il était coutume que les commères visitent une nouvelle accouchée, se laissant ainsi aller aux commentaires les plus osés, loin des oreilles de la gens masculine.

## Fiche technique
- Titre : Les Caquets de l'accouchée
- Réalisation : Hervé Baslé
- Scénario : Hervé Baslé
- Directeur de la photographie : Svetlana Ganeva
- Son : Valery Metodiev
- Pays d'origine :  France
- Langue originale : Français
- Durée : 90 minutes
- Date de diffusion : 7 décembre 1991

## Distribution
- Olivia Brunaux : l'accouchée
- Roger Jendly : le cousin
- Bernard Ballet : le mari
- Geneviève Mnich : la mère
- Ivayla Hristov
- Tatyana Lolova
- Tzvetana Maneva
- Anami Yavaschev

## Tournage
Ce téléfilm fut entièrement tourné en Bulgarie, dans un décor unique construit aux studios Boyana à Sofia.

## Sources
- Archives départementales de Nancy.